# آلي خارق

مازنجر زد ويظهر من قمرة قيادته كوجي كابوتو.

آلي خارق (باليابانية: スーパーロボット وبالإنجليزية: Super Robot) هو وصف يعبر عن نوعية آلي الميكا العملاق الذي يظهر في قصص المانغا أو في مسلسلات الأنمي. يتميز الآلي الخارق بامتلاكه ترسانة من الأسلحة الخارقة، والتي تعتمد بفكرتها على الخيال. بعض الآليين الخارقين لديهم القدرة على التشكل من صورة إلى آخرى (مثل دايموس) أو التشكل عن طريق اتحاد آليين – أو مركبتين - أو أكثر معا (مثل غيتا روبو وخماسي). يتحكم بالآلي الخارق ملاح - شاب (أو فتاة) غالبا وصاحب جرأة وإقدام - من قمرة للقيادة تكون موجودة داخل الآلي، والملاح يكون مثل الآلي على الأكثر؛ ذو خلفية تاريخية، وقد تكون أسطورية يشوبها بعض الغموض.
يقابل تصنيف الآلي الخارق للميكا تصنيف الآلي الواقعي.

## العرض الأول
فكرة التحكم بالآلي العملاق من قبل بطل شاب قد ظهرت أول ما ظهرت في عام 1956 من خلال الآلي آيرون مان 28، وهو الذي يعرفه العالم العربي من خلال مسلسل رعد العملاق، والذي كان الأخير إعادة لتصنيع للأول في عام 1980، ويشار هنا إلى أن آيرون مان 28 – أو كما يعرف في الولايات المتحدة باسم جيجانتور – كان يتم التحكم به من خلال جهاز التحكم عن بعد.
أول أنمي قدم وصف الآلي الخارق ووضع المعايير له هو مازنجر زد الذي ألفه جو ناجاي عام 1972، ويكمن الاختلاف الرئيس بين مازنجر زد وآيرون مان 28 هو أن الأول كان ملاحه - كوجي كابوتو - يتولى قيادته من الداخل وبالتحديد من منطقة الرأس، أما آيرون مان 28 فكان ملاحه الشاب - شوتارو كانيدا يتحكم به عن بعد وليس من داخله. وأصبحت فكرة التحكم بالآلي من داخله من قبل الملاح هي إحدى معايير تصنيف الآلي الخارق، وجدير بالذكر أن مسلسل مازنجر زد بأفكاره وملحمته عموما لاق نجاحا منقطع النظير داخل اليابان وخارجها، وهو ما حدا بكثير من الدول لتترجمه إلى لغاتها وكان للغة العربية النصيب من الترجمة إليها.